# ENECO Tour 2006
Die 2. Eneco Tour, auch Benelux-Rundfahrt, fand vom 16. bis 23. August 2006 statt. Das Straßenradrennen wurde in einem Prolog und sieben Etappen über eine Distanz von 1171,5 km ausgetragen.
Die Rundfahrt wurde im Vergleich zur ersten Austragung um zwei Wochen verschoben. Die zweite Rundfahrt führte durch die Niederlande, Belgien und in der Umgebung von Aachen ein paar Kilometer durch Deutschland. Startberechtigt waren die 20 UCI ProTeams. Daneben erhielten die drei Professional Continental Teams Chocolade Jacques, Unibet.com und Skil-Shimano eine Wildcard. Pro Team starteten acht Fahrer.

## Verlauf
Den 5,8 km langen Auftakt der Rundfahrt in Den Helder gewann der Deutsche Stefan Schumacher vom Team Gerolsteiner, der den Kurs in genau 7:00 min bewältigte. Auf den folgenden Plätzen mit einer Sekunde Rückstand folgten George Hincapie und Joost Posthuma. Als bester Sprinter wurde Weltmeister Tom Boonen Fünfter mit vier Sekunden Rückstand.
Auf der 176,9 km langen Flachetappe von Wieringerwerf nach Hoogeveen lag bis 12 km vor Ziel eine dreiköpfige Spitzengruppe mit Koen Barbé, Matthé Pronk und Rik Reinerink in Führung. Sie hatten sich einhundert Kilometer vor dem Ziel abgesetzt und nach circa 40 Kilometern Flucht einen Maximalvorsprung von sechs Minuten herausgefahren. Den Tagessieg sicherte sich der belgische Weltmeister Tom Boonen im Massensprint und übernahm durch die Zeitgutschrift im Ziel zugleich die Führung im Gesamtklassement. Den zweiten Platz sicherte sich der Italiener Simone Cadamuro vor seinem Landsmann Enrico Gasparotto.
Bis 20 km führte ein Spitzentrio um Carlos Zárate, Carlos Abellán und Paul Martens. Doch ihr Ausreißversuch mit maximal circa drei Minuten Vorsprung endete frühzeitig 15 Kilometer vor dem Ziel. Danach versuchten wieder einige Fahrer, sich vom Feld zu lösen. Etwa zwei Kilometer vor dem Ziel gelang Manuel Quinziato ein erfolgreicher Ausreißversuch. Er sicherte sich den Sieg mit vier Sekunden Vorsprung vor Simone Cadamuro und Wouter Weylandt.
Auf der 185 km langen Etappe von Beek in den Niederlanden nach Westmalle in Belgien bildete sich kurz nach dem Start eine vierköpfige Spitzengruppe um Gorka González, die 15 Kilometer vor dem Ziel eingeholt wurde. So kam es auf der Zielgeraden zum Massensprint, den Tom Boonen vor Max van Heeswijk und Baden Cooke gewann. Boonen baute mit seinem Sieg seinen Vorsprung in der Gesamtwertung durch eine zehnsekündige Zeitbonifikation leicht aus.
Das 16,1 Kilometer lange Einzelzeitfahren rund um Landgraaf entschied der US-Amerikaner George Hincapie für sich. Er bewältigte den kurvigen Kurs in 19:58 Minuten. Ganze acht Hundertstelsekunden hinter ihm kam Vincenzo Nibali auf dem zweiten Platz ins Ziel. Der Deutsche Stefan Schumacher erreichte das Ziel als Dritter mit sieben Sekunden Rückstand. Hincapie übernahm in der Gesamtwertung die Führung mit 0:03 Minuten Vorsprung auf Schumacher. Nibali übernahm mit 0:11 Minuten Rückstand Platz 3 in der Gesamtwertung. Bei den übrigen Wertungen gab es keine Veränderungen an der Spitze.
Die 181,7 Kilometer lange Etappe von Hasselt nach Balen bestimmte lange Zeit eine siebenköpfige Ausreißergruppe 
Im Massensprint siegte zum dritten Mal Weltmeister Tom Boonen vor Julian Dean und Simone Cadamuro. Vor der Etappe wurde Juan Carlos Domínguez vom Team Unibet.com vom Rennen ausgeschlossen, da er bei einer von der UCI durchgeführten Blutkontrolle vor dem Etappenstart nicht erschienen war.
Die vorletzte 211,7 Kilometer lange Etappe von Bornem nach Sint-Truiden wurde von einem Ausreißerquartett dominiert. Mario Aerts, Grégory Rast, Andoni Aranaga und Sebastian Langeveld hatten einen Maximalvorsprung über vier Minuten und wurden sie 2,2 km vor dem Ziel vom Hauptfeld gestellt. Im anschließenden Massensprint siegte David Kopp vor Marco Zanotti und Philippe Gilbert.
Die abschließende 199,7 Kilometer lange Königsetappe mit Start und Ziel in Ans gewann Philippe Gilbert. Schumacher sicherte sich durch die vier Sekunden Zeitbonifikation für den dritten Platz das Rote Trikot und gewann die Rundfahrt mit einer Sekunde Vorsprung auf Hincapie und zwölf Sekunden auf Nibali. Zudem gewann er auch das Gelbe Trikot für den Sieg in der Nachwuchswertung, während Simone Cadamuro das Weiße Trikot der Punktewertung mit einem Punkt Vorsprung auf Tom Boonen gewinnen konnte. Beeinflusst durch einen Zuschauer fuhr Schumacher eine Welle die zum Sturz des bis dahin Gesamtführenden Hincapie führte. Nach Prüfung des Sachverhalts sprach die Jury Schumacher den Sieg zu.

## Etappen
| Etappe    | Tag        | Start–Ziel                                  | km         | Etappensieger     | Gesamtwertung     |
| Prolog    | 16. August | Den Helder (NL)                             | 5,8 (EZF)  | Stefan Schumacher | Stefan Schumacher |
| 1. Etappe | 17. August | Wieringerwerf (NL) – Hoogeveen (NL)         | 176,9      | Tom Boonen        | Tom Boonen        |
| 2. Etappe | 18. August | ’s-Hertogenbosch (NL) – Sittard-Geleen (NL) | 194,6      | Manuel Quinziato  | Tom Boonen        |
| 3. Etappe | 19. August | Beek (NL) – Westmalle (B)                   | 185,0      | Tom Boonen        | Tom Boonen        |
| 4. Etappe | 20. August | Landgraaf (NL)                              | 16,1 (EZF) | George Hincapie   | George Hincapie   |
| 5. Etappe | 21. August | Hasselt – Balen (B)                         | 181,7      | Tom Boonen        | George Hincapie   |
| 6. Etappe | 22. August | Bornem (B) – Sint-Truiden (B)               | 211,7      | David Kopp        | George Hincapie   |
| 7. Etappe | 23. August | Ans (B)                                     | 199,7      | Philippe Gilbert  | Stefan Schumacher |

## Führungen im Tourverlauf
Die Tabelle zeigt den Träger des jeweiligen Wertungstrikots während der einzelnen Etappe bzw. den Führenden der jeweiligen Gesamtwertung am Abend des Vortags an.
| Etappe    | Rotes Trikot      | Weißes Trikot   | Gelbes Trikot     |
| --------- | ----------------- | --------------- | ----------------- |
| 1. Etappe | Stefan Schumacher | nicht vergeben  | Stefan Schumacher |
| 2. Etappe | Tom Boonen        | Tom Boonen      | Stefan Schumacher |
| 3. Etappe | Tom Boonen        | Simone Cadamuro | Stefan Schumacher |
| 4. Etappe | Tom Boonen        | Simone Cadamuro | Stefan Schumacher |
| 5. Etappe | George Hincapie   | Simone Cadamuro | Stefan Schumacher |
| 6. Etappe | George Hincapie   | Simone Cadamuro | Stefan Schumacher |
| 7. Etappe | George Hincapie   | Simone Cadamuro | Stefan Schumacher |
| Sieger    | Stefan Schumacher | Simone Cadamuro | Stefan Schumacher |